# سول چشم‌آبی
سول چشم‌آبی (به انگلیسی: Blue-eyed soul) یا سول سفید (به انگلیسی: white soul) اصطلاحاً به موسیقی ریتم و بلوز و سولی گفته‌می‌شود که توسط خوانندگان سفیدپوست اجرا شده‌باشد. این اصطلاح در دههٔ ۱۹۶۰ متداول بود.